# Quinta Conferencia Panamericana
La Quinta Conferencia Panamericana se celebró en la Ciudad de Santiago (Chile) del 25 de marzo al 3 de mayo de 1923. La elección de esta sede se dio el 12 de mayo de 1913, con apego a las resoluciones de la Cuarta Conferencia Panamericana celebrada en Buenos Aires (1910). A partir de esta conferencia, el periodo de celebración de las siguientes sería de cada cinco años, a diferencia de las anteriores que eran celebradas cada cuatro años.

## Delegaciones participantes
- Argentina: Manuel A. Montes de Oca, Fernando Saguier y Manuel E.Malbrán.
- Brasil: Afranio de Mello, Franco Sylvino Gurgel do Amaral, James Darcy J. de P. Rodríguez, Al ves A. de Ipanema Moreira Helio Lobo.
- Colombia: Guillermo Valenda, Carlos Uribe Echeverri, Laureano Gómez.
- Costa Rica: Alejandro Alvarado Quirós.
- Cuba: José C. Vidal Caro Carlos Garda Vélez Arístides Agüero Manuel Márquez Sterling.
- Ecuador: Rafael M. Arízaga, José Rafael Bustamante, Alberto Muñoz Vemaza.
- El Salvador: Cecilio Bustamante.
- Guatemala: Eduardo Poirier, Máximo Soto Hall.
- Haití: Arthur Rameau.
- Honduras: Benjamín Villaseca Mujica.
- Panamá: Narciso Garay y José E. Lefevre.
- Paraguay: Manuel Gondra Higinio Arbo.
- República Dominicana: Tulio M. Cestero.
- Uruguay: J. Antonio Buero, Justino Jiménez de Aréchaga, Juan José Amézaga, Eugenio Martínez Thédy.
- Venezuela: Pedro César Dominid, César Zumeta José Austria.

Los países ausentes de la Quinta Conferencia Panamericana fueron México, Bolivia y Perú. La ausencia de los primeros se debió a problemas y a la negativa del país anfitrión de negociar nuevamente el tratado de paz de la Guerra del Pacífico entre Chile, Bolivia y Perú en la que el primero se anexó la provincia de Antofagasta. Por su parte, México no fue invitado a la conferencia de Santiago debido a que no contaba con un Representante oficial ante el gobierno estadounidense, y a su vez, aquel país no reconocía al gobernante mexicano resultante de la Revolución Mexicana. A pesar de que no hubo representación mexicana en el evento, México envío sus resoluciones acerca de los temas abordados en la Cuarta Conferencia Panamericana. La ausencia de la Delegación mexicana impulso una reformulación de la idea del panamericanismo por parte de los países latinoamericanos. Se propuso que a partir de la Conferencia de La Habana no sería necesario contar con un representante reconocido por el gobierno norteamericano para poder asistir a las Conferencias Panamericanas.

## Programa
1. Estudio de las disposiciones tomadas por los países representados en las Conferencias Panamericanas precedentes y, de la aplicación en cada país de las resoluciones y convenciones aprobadas en ellas con referencia especial a la convención de marcas de fábricas y de comercio, y la convención de propiedad literaria y artística firmada en Buenos Aires el 20 de agosto de 1910.
2. Organización de la Unión Panamericana por medio de una convención, conforme a la resolución aprobada por la Cuarta Conferencia Panamericana en Buenos Aires, el 11 de agosto de 1911.
3. Estudio de los trabajos realizados sobre la codificación del Derecho Internacional por el Congreso de Jurisconsultos de Río de Janeiro.
4. Mediadas destinadas a prevenir la propagación de enfermedades infecciosas, con relación especial a las recomendaciones de las Conferencias Sanitarias Internacionales.
5. Acuerdo Panamericano sobre leyes y reglamentación de la comunicación marítima, terrestre y aérea, y cooperación para el fomento de su desarrollo.
6. Cooperación para la inspección de mercancía que constituye el comercio internacional.
7. Medidas para simplificar los pasaportes y adopción de un modelo común.
8. Cooperación es estudios agrónomos, uniformidad de estadísticas agrícolas;persecución en común de las plagas agropecuarias; organización del intercambio de plantas y semillas útiles.
9. Consideración de medidas tendientes hacia una más estrecha asociación de las Repúblicas del Continente americano con el propósito de promover los intereses comunes.
10. Consideración de los mejores medios para dar más amplia aplicación al principio del arreglo judicial o arbitral de las diferencias entre las Repúblicas del Continente americano.
11. Consideración de los mejores medios para promover el arbitraje de cuestiones comerciales entre ciudadanos de diferentes países.
12. Consideración de la reducción y limitación de gastos militares y navales sobres una base justa y practicable.
13. Consideración de la unificación de los estudios universitarios e intercambio de títulos profesionales entre las Repúblicas americanas.
14. Consideración de los derechos de los extranjeros residentes dentro de la jurisdicción de cualquiera de las Repúblicas americanas.
15. Consideración de la situación de los hijos de extranjeros nacidos dentro de la jurisdicción de cualquiera de las Repúblicas americanas.
16. Consideración de las cuestiones que se produzcan por un agravio inferido por un poder no americano a los derechos de una nación americana.
17. Estudio de un plan por medio del cual y con la aprobación de los eruditos e investigadores de los diversos países, se puede llegar a establecer por los Gobiernos de las Américas un sistema, más o menos uniforme, para la protección de documentos arqueológicos y otros necesarios para la formación de una buena historia americana.
18. Consideración de medidas tendientes a disminuir progresivamente el consumo de bebidas alcohólicas.
19. Futuras Conferencias. Aprobado unánimemente por el Consejo Directivo de la Unión Panamericana en Washington, en la sesión del 6 de diciembre de 1922.[3]

## Comisiones
La quinta Conferencia Panamericana se conformó de ocho comisiones que atendió un tema que se consideró de urgencia para las naciones americanas y para las relaciones continentales.
- Primera Comisión: Política y estuvo encargada de los puntos II, IX y XVI.
- Segunda Comisión: Jurídica, encargada de los puntos III, X, XIV y XV.
- Tercera Comisión: Higiene, se ocupó de los temas IV y XVIII.
- Cuarta Comisión: Comunicaciones, se encargó de los puntos V y VII.
- Quinta Comisión: Comercio, estuvo a cargo de los puntos VI y XI.
- Sexta Comisión: Agricultura, se ocupó del tema VIII.
- Séptima Comisión: Limitación de Armamentos, se ocupó del tema XII.
- Octava Comisión: Educación, encargada de los temas XIII y XVII.[4]

## Resoluciones y convenciones adoptadas

### Cultura y propiedad intelectual
- Resolución sobre un plan para la protección de documentos arqueológicos y otros para la formación de una buena historia americana.
- Se recomienda prestas cooperación al Instituto Gorgas de Panamá.
- Se recomienda al Consejo Directivo de la Unión Panamericana que en el programa de las futuras Conferencias Panamericanas se ponga el estudio de la creación de una Biblioteca Panamericana.
- Se recomienda que los países signatarios sobre propiedad literaria y artística incorporen a su legislación leyes que protejan esa propiedad.
- Celebración de Conferencias Universitarias.
- Fomento de la Educación práctica para las artes, las industrias y el comercio.
- Celebración de Congresos Estudiantiles e inclusión en los programas de enseñanza primaria la signatura de la “Fraternidad Continental.”
- Resolución por la cual se pide a la Alta Comisión Interamericana que cooperen la formación y ejecución de los programas de las Conferencias Internacionales Americanas.

### Comercio y aduanas
- Resolución por la cual se pide a la Alta Comisión Interamericana que para uniformar los principios del Derecho Comercial Marítimo continúe sus

investigaciones sobre el mejor método de alcanzar ese objetivo, y que redacte Convenciones apropiadas para el estudio de los diferentes Gobiernos.
- Convención sobre uniformidad de nomenclatura para a clasificación de mercaderías.
- Convención sobre uniformidad de documentos de embarque y de seguros.
- Convención sobre Marcas de Fábrica, Comercio y Agricultura, y Nombres Comerciales.
- Resolución de uniformidad de Reglamentos y procesos aduanales.
- Se recomienda el fomento de los créditos internacionales y el canje de materias primas.

### Salubridad
- Principios y procedimientos de administración en materia de salubridad pública.
- Preparación de un Código Sanitario Marítimo Internacional.
- Se establece que la sanidad nacional es responsabilidad del Estado.
- Desarrollo de una profesión y un personal de higiene pública.
- Se resuelve acerca del estudio continuado de la higiene y salubridad públicas por parte de las Conferencias Interamericanas.
- Se recomienda la Defensa Sanitaria de las fronteras nacionales.
- Se resuelve que se adopten normas uniformes en la producción y manufactura de alimentos y drogas.
- Resolución que incluye algunas enfermedades como de declaración obligatoria.

### Agricultura
- Resolución en que se recomienda a los Gobiernos de América:

-La cooperación en estudios agronómicos.

-La persecución en común de plagas agropecuarias.

-La organización de intercambio de plantas y semillas

-La uniformidad de estadísticas agropecuarias.

### Relaciones entre los países americanos y sobre futuras Conferencias Panamericanas
- Se recomienda la revisión y estudio de las resoluciones de las cuatro Conferencias Panamericanas Anteriores.
- Se recomienda al Consejo Directivo de la Unión Panamericana el estudio de las bases para hacer más estrecha la asociación entre la Repúblicas del Continente, con el objeto de promover los intereses comunes.
- Se recomienda el fomento de las relaciones entre las Municipalidades de los países americanos.
- Unificación de pasaportes.
- Censos panamericanos.
- Futuras conferencias: Número 49. En la sesión 12 del 1° de mayo se señala como Sede de la VI Conferencia a La Habana, recomendando al gobierno de Cuba, y al Consejo de la Unión, que se reúna lo más pronto posible, por lo menos dentro de los cinco años siguientes a la clausura de la presente.[5]

## Creación de una Liga de Naciones Americanas
La propuesta para crear una Liga de Naciones Americanas se debió al sentimiento generalizado de promover la paz en mundo. Era vista como el ejemplo que América daría al resto de los países para alcanzar dicho objetivo. Además, se le veía como especie de liga de protección de la soberanía americana, en la que si alguno de los países era agredido por otro de la región, los demás actuarían en la defensa del agraviado.
El proyecto fue presentado por Andrew Carnegie quien argumentó que urgía desterrar la guerra del Continente. El borrador del proyecto fue realizado por Wilson quien retomaba las ideas de Simón Bolívar en su ideal de fraternidad americana. En el proyecto para la Liga se contemplaba:
- Garantía mutua de integridad territorial y de la independencia política bajo la forma republicana de gobierno.
- Arreglo de toda disputa por medios pacíficos, o por el arbitraje.
- No se permitiría fomentar en los países contratantes la formación de expediciones hostiles a los gobiernos establecidos.
- Estaría integrada por 21 Repúblicas.